# Departamento Telsen
Das Departamento Telsen liegt im Norden der Provinz Chubut im Süden Argentiniens und ist eine der 15 Verwaltungseinheiten der Provinz. 
Es grenzt im Norden an die Provinz Río Negro, im Osten an das Departamento Biedma, im Süden an die Departamentos Gaiman und Mártires und im Westen an das Departamento Gastre. 
Die Hauptstadt des Departamento Telsen ist das gleichnamige Telsen.

## Bevölkerung

### Übersicht
Das Ergebnis der Volkszählung 2022 ist noch nicht bekannt. Bei der Volkszählung 2010 war das Geschlechterverhältnis mit 876 männlichen und 768 weiblichen Einwohnern eher unausgeglichen mit einem deutlichen Männerüberhang.
Nach Altersgruppen verteilte sich die Einwohnerschaft auf 430 (26,2 %) Personen im Alter von 0 bis 14 Jahren, 1.035 (63,0 %) Personen im Alter von 20 bis 64 Jahren und 179 (10,9 %) Personen von 65 Jahren und mehr.

### Bevölkerungsentwicklung
Das Gebiet ist dünn besiedelt und die Bevölkerungszahl stark rückläufig. Die Schätzungen des INDEC gehen von einer Bevölkerungszahl von 1.510 Einwohnern per 1. Juli 2022 aus.
| Jahr | 1947  | 1960  | 1970  | 1980  | 1991  | 2001  | 2010  | 2022    |
| Einwohner                                                                                                | 2.708 | 2.569 | 2.155 | 1.919 | 1.636 | 1.788 | 1.644 | k. Ang. |
| Bevölkerungsentwicklung des Departements seit 1947; Quelle: Ergebnisse der Volkszählungen in Argentinien |       |       |       |       |       |       |       |         |

## Städte und Gemeinden
Im Departamento Telsen liegen folgende Comunas rurales:
- Gan Gan (661 Einwohner)
- Telsen (544 Einwohner)

Zudem existieren die Ortschaften:
- Chacay Oeste
- Colonia Agricola Sepaucal
- Tres Banderas
- Laguna Fría
- Bajada del Diablo
- Sierra Chata
- Mallin Grande